# Sand-Gemeinde

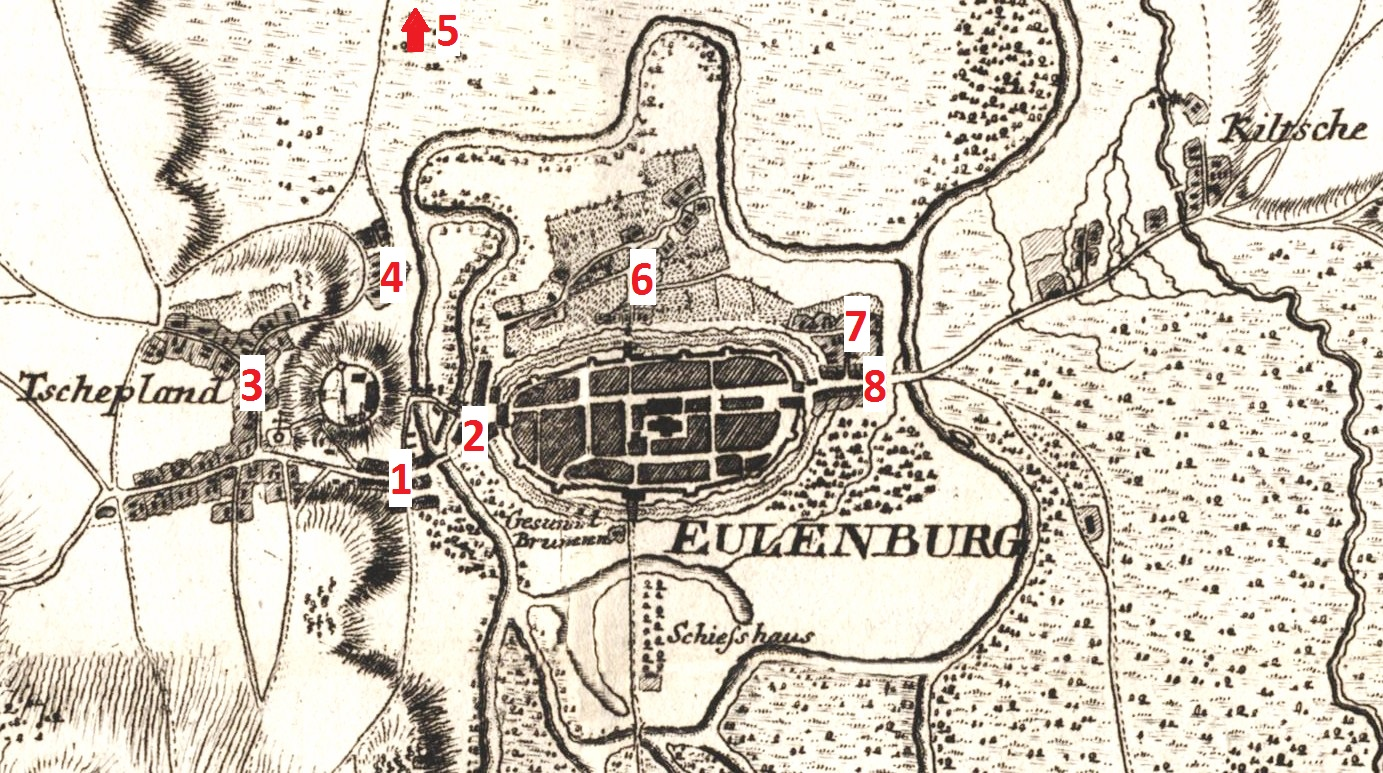
Die Cabinetskarte (1762) von Isaak Jacob von Petri gibt einen Überblick über Eilenburg und seine Vorstädte:
(1) Sand-Gemeinde
(2) Leipziger Steinweg
(3) Zscheppelende
(4) Tal-Gemeinde
(5) Hainichen
(6) Hinterstadt
(7) Gassen-Gemeinde
(8) Torgauer Steinweg

Sand (auch Sand-Gemeinde oder Auf dem Sande) war eine Gemeinde im Amt Eilenburg und ab 1815 im Landkreis Delitzsch. Der Ort war als Amtsdorf nicht schriftsässig und zählte zu den Acht Vorstädten von Eilenburg. Er befand sich westlich vom Kernstadtgebiet Eilenburgs am Fuße der Burg Eilenburg. In dieser Gemeinde lagen auch die ab dem Hochmittelalter angelegten Bergkeller. Heute stellt das ehemalige Dorfgebiet den östlichen Bereich der Bergstraße unmittelbar vor der Leipziger Brücke dar.

## Geschichte
Die Gemeinde wurde 1394 erstmals als uff dem Sande erwähnt. Sie lag im Verlauf der Via Regia, über die der Handelsverkehr zwischen dem Messeplatz Leipzig und Schlesien erfolgte. Am 4. und 5. November 1518 weilte Martin Luther in der Gemeinde, um im Gasthof „Zum Bären“ den kurfürstlichen Hofprediger Georg Spalatin zu treffen, der jedoch nicht erschien. 1550 verfügte die Gemeinde über eine schon städtische Bebauung und war von Handwerkern geprägt. 1583 fielen einem Brand 30 Häuser zum Opfer, 1690 wurden in einem erneuten Dorffeuer vier Häuser zerstört. 1792 wurde der evangelische Theologe und Dichter Daniel Vörckel in der Sand-Gemeinde geboren. Mit der Ansiedlung der Kattundruckerei Danneberg & Sohn im Jahr 1812 begann ein neues Wirtschaftszeitalter. Ein Jahr später inspizierte Napoleon Bonaparte vom nahegelegenen Aufgang zur Burg (Fürstenweg) seine verbündeten sächsischen Truppen vor der Völkerschlacht bei Leipzig. Am 9. April 1856 wurde die Industrievorstadt nach Eilenburg eingemeindet.
1551 lebten in dem Dorf 26 besessene Mann und 25 Inwohner, im Jahr 1747 wurden 4 Gärtner und 45 Häusler mit 2¼ Hufen gezählt.